# جوناثان بويد
جوناثان بويد (بالإنجليزية: Jonathan Boyd)‏ هو مصارع هاوي أسترالي، ولد في 21 أكتوبر 1944 في سيدني في أستراليا، وتوفي في 7 أغسطس 1999 في بورتلاند في الولايات المتحدة بسبب نوبة قلبية.

## روابط خارجية
- جوناثان بويد على موقع CageMatch worker (الإنجليزية)